# Younghill Kang
Younghill Kang (5 de junio de 1898 — 2 de diciembre de 1972) fue un importante escritor coreano-estadounidense. Es conocido por su novela publicada en 1931 El techo de paja (la primera novela coreano-estadounidense) y su continuación, sus memorias publicadas de forma novelada en 1937, y la novela Oriente va a Occidente: cómo me convertí en un yankee oriental. Se lo conoce como "el padre de la literatura coreano-estadounidense".

## Biografía
De niño recibió educación en escuelas confucianas y en escuelas misioneras cristianas. En 1921 se marchó de Corea por su activismo proindependentista y en contra el imperialismo japonés, yendo primero a Canadá y después a los Estados Unidos. Estudió en la Universidad de Boston y obtuvo un máster por la Universidad de Harvard.

## Obra
Younghill Kang escribió primero en coreano y japonés, luego empezó a escribir en inglés en 1928, bajo la tutela de su esposa estadounidense Frances Keeley. Trabajó como editor para la Enciclopedia Británica y enseñó en la Universidad de Nueva York, donde su compañero Thomas Wolfe leyó los primeros capítulos de su novela El techo de paja y lo recomendó a la editorial Scribners. Otros escritores como Rebecca West y H. G. Wells elogiaron el libro y Hollywood sopesó hacer una película basada en él.
El techo de paja tuvo una buena acogida, ya que parecía confirmar las razones para menospreciar a Corea. Oriente va a Occidente tuvo menos éxito, pues criticaba a los Estados Unidos, hasta que el movimiento multicultural le prestó una renovada atención a la novela.
Yonghill recibió el Premio Halperine Kaminsky, el Premio conmemorativo Louis S. Weiss y un doctorado honorífico de la Universidad de Corea.